# خشتی دیگر در دیوار
آجری دیگر در دیوار (به انگلیسی: Another Brick in the Wall) عنوان سه آهنگ متعلق به گونه‌های مختلف یک موضوع پایه‌ای مشابه، در آلبوم مفهومی ۱۹۷۹ میلادی پینک فلوید، دیوار، است با عناوین فرعی به ترتیب «بخش اول»، «بخش دوم» و «بخش سوم» که همگی به وسیلهٔ نوازندهٔ گیتار بیس پینک فلوید و سپس ترانه‌سرا، راجر واترز، نوشته شده‌اند. این ترانه، یکی از مشهورترین آهنگ‌های گروه و نیز موفق‌ترین ترانهٔ مشهور آنان است، که به رتبهٔ ۱ در جدول‌های موسیقی تک‌آهنگ‌های آمریکایی و نیز جدول‌های بریتانیایی رسید. ضمناً، بخش دوم در ردهٔ ۳۷۵ فهرست ۵۰۰ آهنگ برتر همه زمان‌های رولینگ استون قرار گرفت.

## بخش اول

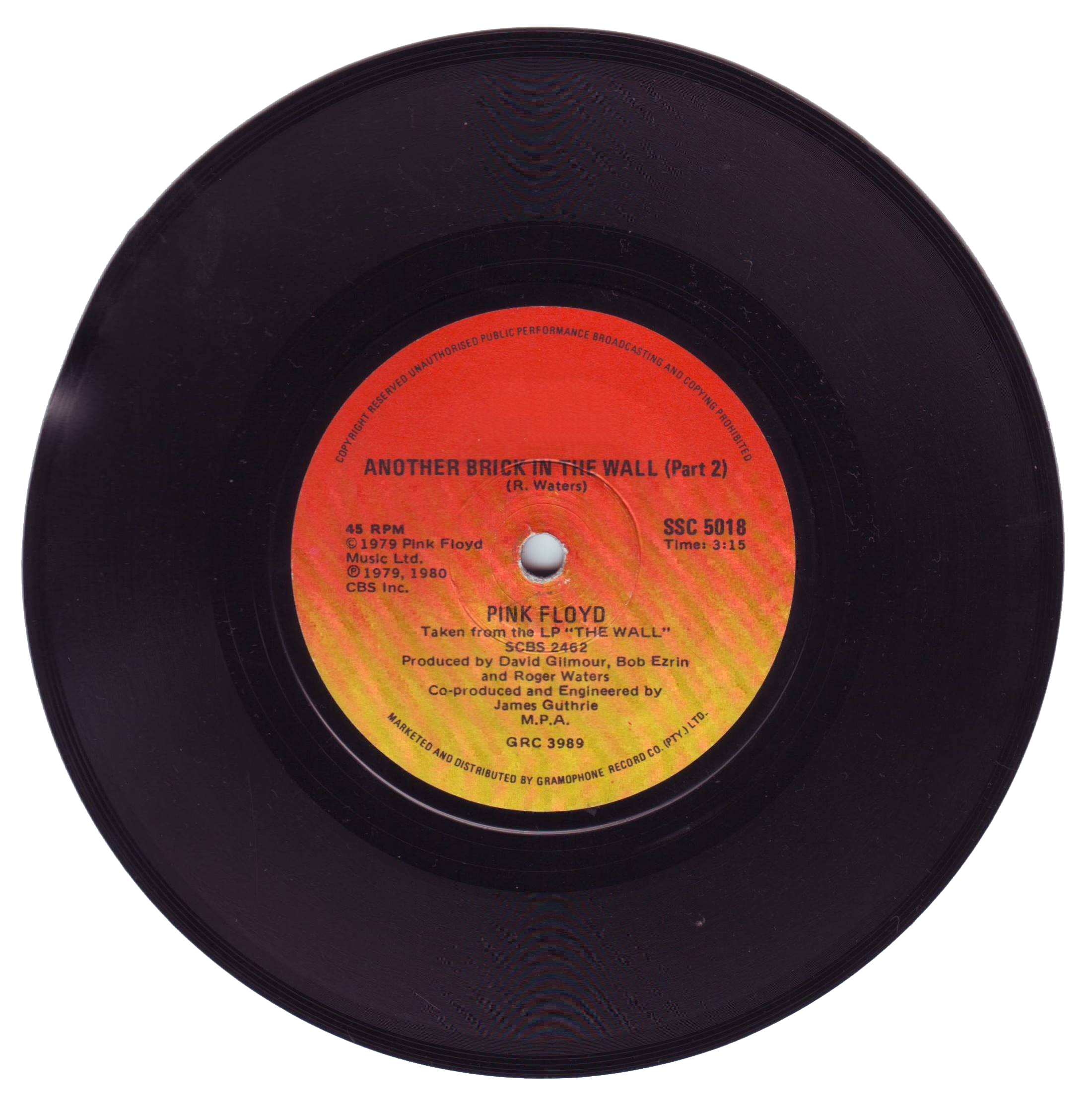
Another Brick in the Wall

بخش اول آجری دیگر در دیوار، آهنگ سوم آلبوم است.

پینک در اینجا خطاب به پدر از دست رفته‌اش می‌خواند:
پدر به آنسوی اقیانوس‌ها پرواز کرده.
فقط یک خاطره به جا گذاشته.
فقط یک عکس در آلبوم خانوادگی،
پدر دیگر برایم چه گذاشته‌ای؟
پدر، برایم چه باقی گذاشته‌ای؟
همه‌اش یک آجر دیگر در دیوار

همه‌اش آجرهایی در دیوار....
راجر واترز این آهنگ را با تاثیر از مرگ پدر خودش در پنج ماهگی‌اش سروده است. پینک در اینجا به ریشه‌های خود برمی‌گردد و خاطراتش را از اول زندگی مرور می‌کند و به یاد می‌آورد که مرگ پدرش، اولین آجرهای دیوار انزوا و دوری از اجتماع است که به دور خود کشیده است.

### در نسخه فیلم
در فیلم، کودکی خیالی پینک را مشاهده می‌کنیم که ابتدا در کلیسا در مراسم مرگ پدرش شرکت می‌کند و سپس در پارک به دنبال پدر نداشته خود می‌گردد، به دنبال بچه دیگری می‌رود، پدر آن بچه دست کودک را می‌گیرد، اما زمانی که پینک می‌خواهد دستش را بگیرد، مرد غریبه او را پس می‌زند. اما این موقعیت‌ها تماما ساخته ذهن پینک است، زیرا که پیش از این در آهنگ بشخصه؟ و یخ نازک، متوجه شده‌ایم که پدر پینک در هنگام نوزادی او از دنیا رفته و در زمان مورد بحث، پدر پینک حداقل ۷ سال است که از دنیا رفته.

## بخش دوم
بخش دوم، آهنگ پنجم آلبوم است.
«بخش دوم»، که بیشتر از همه به خاطر جملهٔ «ما هیچ آموزشی نیاز نداریم» مشهور است، به عنوان یک تک‌آهنگ عرضه شد و تنها ترانهٔ موفق رتبهٔ یکی گروه را در بریتانیا، ایالات متحده، آلمان غربی و بسیاری کشورهای دیگر میسر ساخت. در بریتانیا این ترانه، اولین تک‌آهنگ گروه بعد از ترانهٔ «مرا در آسمان نشان ده» در سال ۱۹۶۸ بود. این یک آهنگ اعتراضی بر ضد تدریس انعطاف‌ناپذیر و دشوار به‌طور کلی و مدارس شبانه‌روزی به‌طور خاص است که موجب شد این ترانه در بسیاری کشورها منع شود.
برای «بخش دوم»، پینک فلوید به یک دستهٔ هم‌سرایان مدرسه‌ای نیاز داشتند و تهیه‌کننده، باب ازرین، از مدیر صدا، نیک گریفیتس، درخواست پیدا کردن یک مورد را کرد. گریفیتس در نزدیکی استودیوی بربتانیا رو استودیوز با مدیر معلم موسیقی، آلون رنشا، از مدرسهٔ ایسلینگتون گرین اسکول وارد گفتگو شد. دستهٔ هم‌سرایان اجازه نداشتند که بقیهٔ ترانه را پس از خواندن هم‌سرایی بشنوند و هنگامی که خواستند تک‌نوازی گیلمور را بشنوند با آن‌ها موافقت نشد. گرچه مدرسه، ۱۰۰۰ پوند را به‌طور نقدی دریافت کرد، اما هیچ قراردادی برای حق امتیاز از فروش محصول وجود نداشت. بر اساس قانون کپی‌رایت ۱۹۹۶ بریتانیا، آن‌ها برای حق امتیاز پخش رسانه‌ای مشمول می‌شدند و پس از آن‌که نمایندهٔ حق امتیاز، پیتر روان، از طریق وبگاه فرندز ری‌یونایتد و به شیوه‌های دیگر، اعضای دستهٔ هم‌سرایی را دنبال کرد، آنان خواستار حقوق خود شدند. بر خلاف گزارش‌های مطبوعات، این مورد شامل پی‌گیری قانونی پینک فلوید نمی‌شد. حرفه‌ای‌های صنعت موسیقی پیش‌بینی کردند که هر دانش‌آموز مبلغی حدود ۵۰۰ پوند را کسب می‌کردند.
«بخش دوم»، پینک فلوید را برای بهترین اجرا به وسیلهٔ یک همکاری دونفره یا گروهی راک، نامزد یک گرمی کرد، اما این جایزه به ترانهٔ علیه باد از باب سیگر تعلق گرفت.
در ۱۹۸۰، این ترانه به عنوان یک سرود دسته‌جمعی اعتراضی به وسیلهٔ دانش‌آموزان سیاه‌پوست در قیام رودخانه السی در آفریقای جنوبی که بر ضد تبلیغات نژادی و تبعیض در برنامهٔ آموزشی رسمی اعتراض داشتند، استفاده شد. در دوم مه، این ترانه ممنوع اعلام شد.

### داستان
این آهنگ در ادامه آهنگ «شادترین روزهای زندگی ما» باز هم به مدرسه رفتن پینک می‌پردازد. اما این بار نشان از خشمی خفته دارد که معلم‌ها را محکوم کند تا بیش از این به آنها زور نگویند. ایهام زیبایی در بخش دوم این آهنگ وجود دارد:
همه‌اش شما، آجرهایی در دیوار هستید.
این جمله می‌تواند دو معنی داشته باشد:
۱-شما معلم‌ها، آجرهای دیگر از دیوار جامعه انسانی هستید و همانطور که در دیوار هیچ آجری بر آجر دیگری برتری ندارد، شما هم بر ما برتری ندارید.
۲-همه شما (خطاب به تمام افرادی که در زندگی پینک نقش دارند.) آجرهای در دیوار انزوا و جدایی من از جهان بیرون هستید!

و در قسمتی که با گیتار الکتریک رام نشدنی دیوید گیلمور همراه می‌شویم، فریادهای در هم و برهم دانش آموزان را می‌شنویم. و فریاد معلم را که می‌گوید:
تا گوشت را نخوری از پودینگ خبری نیست!
اما سولوی گیتار گیلمور حکایت از آن دارد که این بچه‌ها حداقل این یک بار را زیر حرف زور معلم نمی‌روند!

### در نسخه فیلم
در قسمتی از نسخه فیلم، بچه‌ها روی یک نوار نقاله، درون دستگاهی مانند چرخ گوشت می‌روند و به شکل سوسیس بیرون می‌آیند! به این معنی که مدرسه و سیستم آموزشی، می‌خواهند همه بچه‌ها را به یک شکل که از نظر آنها «استاندارد» هستند، دربیاورند و هیچ ارزشی برای فردیت و یکتا بودن هر دانش آموز، قائل نمی‌شوند. تا این که بچه‌ها از ظلم و زورگویی مدرسه به تنگ می‌آیند، لباس فرمشان را در می‌آورند شورش می‌کنند، پنجره‌ها را می‌شکنند، و معلم را درون آتشی که با چوب نیمکت‌ها برافروخته‌اند، می‌اندازند!

## بخش سوم
خشتی دیگر در دیوار (بخش سوم)، دوازدهمین آهنگ آلبوم است.
این قسمت آهنگ نسبت به دو بخش قبلی ریتم کوبنده و حماسی‌تری دارد و همچنین صدای انفجار و شکستن شیشه و ... نیز به گوش می‌خورد که می‌تواند نماد نبردی درون قهرمان داستان آلبوم باشد.

### عوامل
راجر واترز: خواننده اصلی، نوازنده گیتار بیس
دیوید گیلمور: گیتار، همخوان
ریچارد رایت: سینتی سایزر

### داستان
پینک بعد از آسیب‌هایی که از اتفاقات مختلف دوران زندگی‌اش افتاده (به آهنگ‌های قبل در آلبوم دیوار مراجعه کنید)، همه افراد زندگی‌اش را متهم می‌کند که:
همه شما آجرهایی در دیوار بودید!
و همچنین ادعا می‌کند: 
من به هیچکسی دور و برم احتیاج ندارم! 
و این، آغازی بر انزوا و جدایی کامل از جهان خارج پینک است. دیوار ذهنی پینک، در اینجا کامل می‌شود.
و همچنین در نسخه فیلم، تصاویر پراکنده‌ای از یک آنارشیسم و شورش خیابانی را می‌بینیم.